# 尻こすり坂
尻こすり坂（しりこすりざか）は、神奈川県横須賀市の久里浜から野比方面に通じる、または久里浜から北下浦を結ぶ国道134号にある坂。尻摺坂、比里古須里坂とも。

## 概要

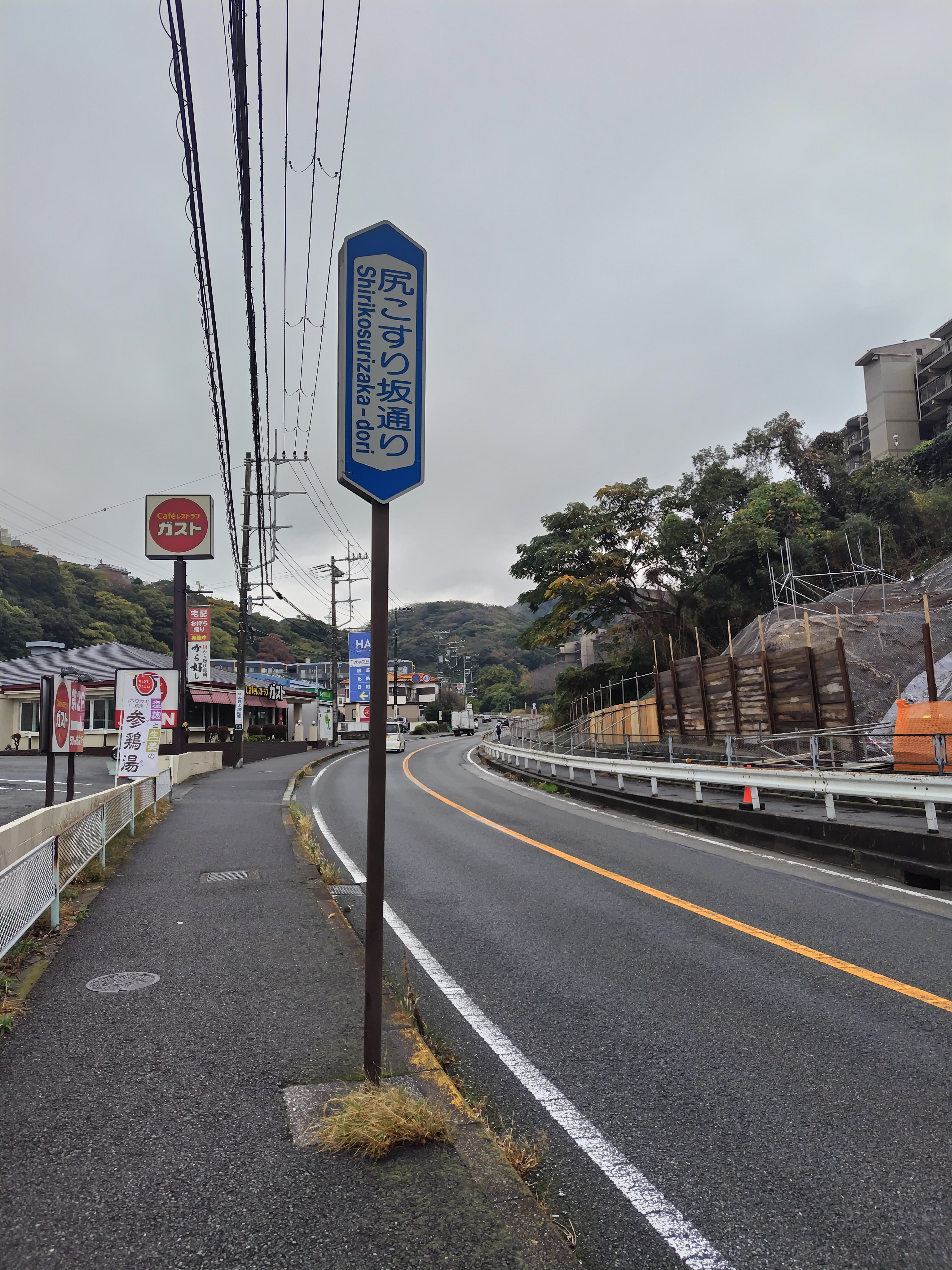
尻こすり坂、野比側
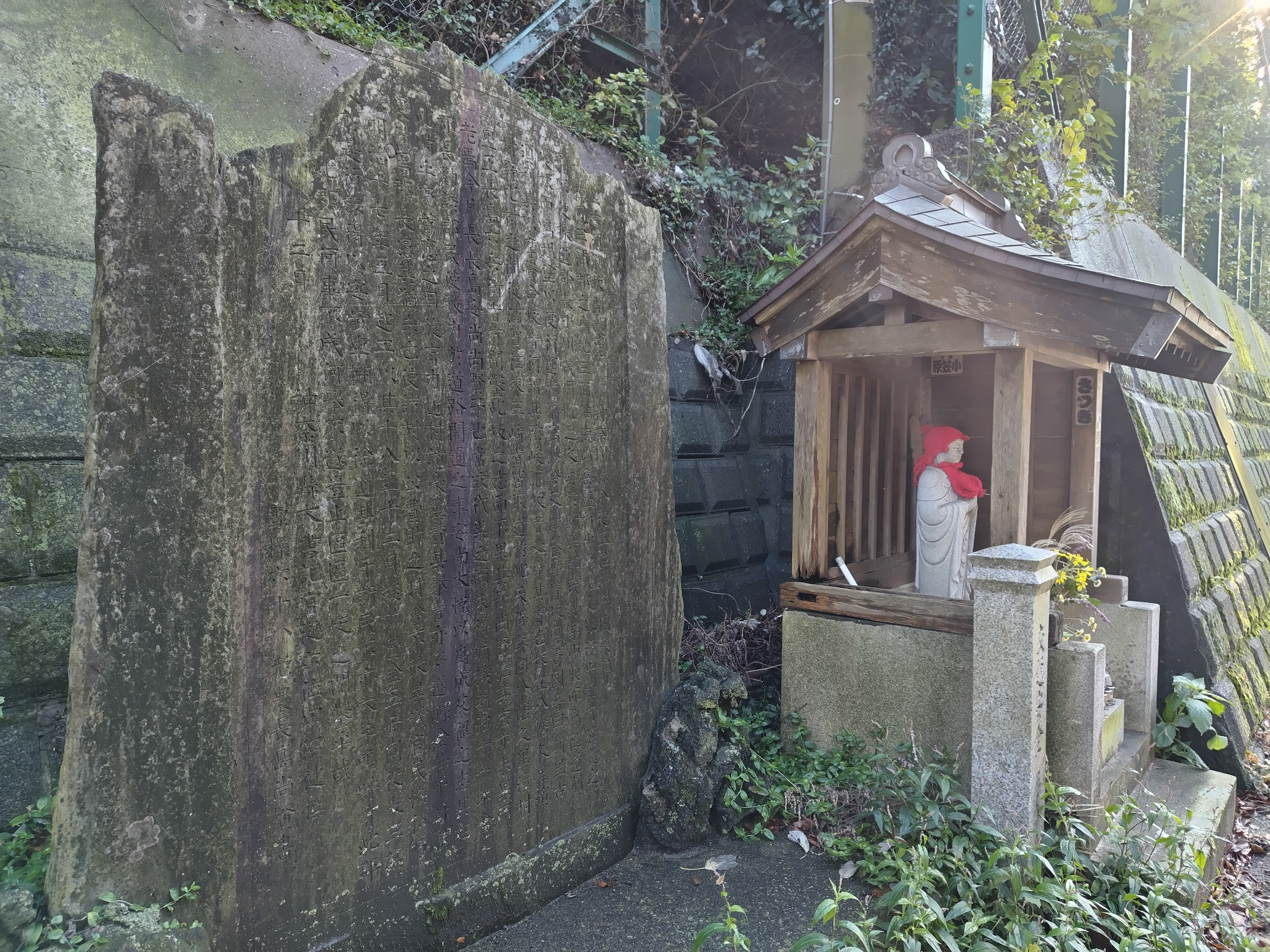
尻摺坂上バス停付近の、斯里古須利坂開鑿記念碑
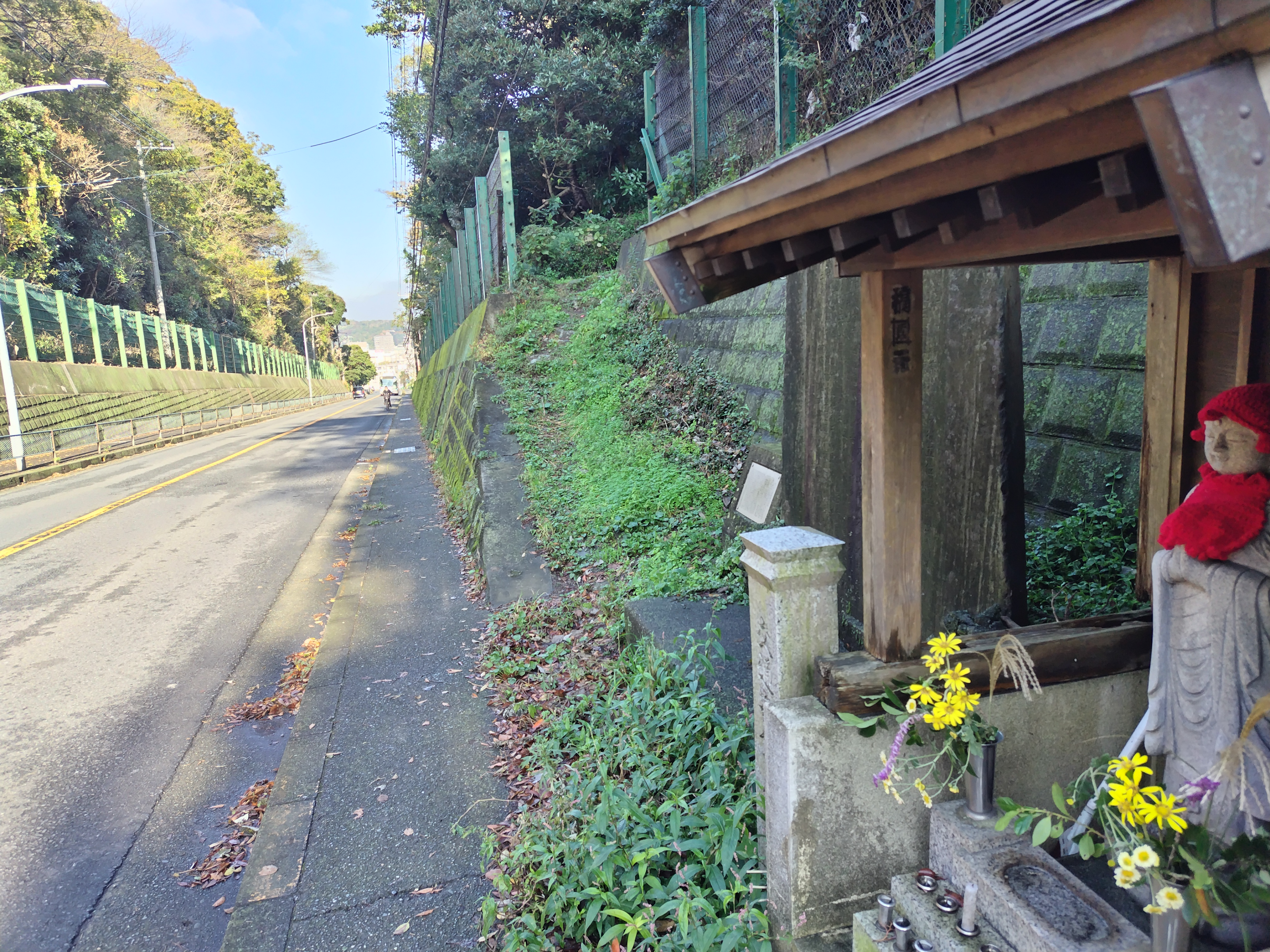
開鑿記念碑から久里浜方面を望む

国道134号の横須賀市久里浜と横須賀市野比の間に標高40メートルほどの山がある。横須賀市立神明小学校のあたりからハイランド入口のあたりまでを「尻こすり坂」と呼ぶ。
荷車を押して坂を下るとき坂が急なため荷車の後部を擦ったことに由来する。「尻こすり坂通り」という道路標識や、尻摺坂下、尻摺坂上というバス停がある。
京急久里浜線は、久里浜と野比の間は国道134号と並走していて、尻こすり坂のあたりはトンネルになっている。
久里浜から野比への陸路には、尻こすり坂を大きく迂回して、海岸沿いの神奈川県道212号久里浜港線や、山あいの神奈川県道27号横須賀葉山線を通るルートもある。
なお、横須賀市では1990年度から1998年度までに市内14路線の道路の愛称を公募していたが、夫婦橋から野比駅入口までの3.5キロメートルの道路には、応募された愛称から「尻こすり坂通り」が選ばれた。

## 斯里古須利坂開鑿記念碑
「尻こすり坂」途中の切通しに、斯里古須利坂開鑿記念碑（しりこすりざかかいさくきねんひ）が建っている。
頭部が欠けているが、残されたところに、坂を開削した経緯が記されている。
三浦郡長の小川茂周の指導と近村の協力により八幡村村長の長島尚賢が開削工事を行い、明治18年12月竣工した。
隣に交通安全の地蔵が建っている。